# Sbrinz

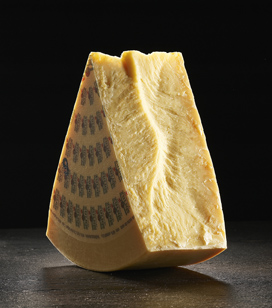
Hochkant gestelltes Eck aus einem Sbrinz-Käselaib

Sbrinz [ʃpriə̯nt͡s] (bis ins frühe 20. Jahrhundert auch als Spalenkäse bezeichnet) ist ein Hartkäse bzw. Extrahartkäse aus der Innerschweiz, der zu den ältesten Käsesorten Europas zählt. Er wird vor allem in den Kantonen Luzern, Obwalden und Nidwalden nach traditioneller Methode in Handarbeit in Kupferkesseln hergestellt.

## Zutaten
Ausser Rohmilch, Lab, Kulturen und Salz enthält Sbrinz keine weiteren Zutaten oder Zusatzstoffe. Da er sehr trocken ist, ist er gut haltbar. Sein Salzgehalt beträgt 12 bis 16 g/kg. Zum Vergleich: Emmentaler hat einen Salzgehalt von 5 g/kg.

## Verbreitungsgebiet
Der meiste Sbrinz wird in der Schweiz selbst konsumiert. Seit Jahrhunderten wird ein grosser Teil der Produktion nach Norditalien exportiert. Der Saumpfad vom Vierwaldstättersee über den Brünig- und den Grimselpass wird heute als Fernwanderweg Via Sbrinz (auch Sbrinzroute genannt) begangen. Auch über den Gotthardpass wurden grosse Mengen Sbrinz exportiert und anschliessend in Magadino gehandelt. So waren zeitweilig ein bis zwei Fünftel der in Ursern verzollten Waren Sbrinzkäse. In Deutschland und Österreich hingegen ist Sbrinz wenig bekannt und nicht überall erhältlich.

## Charakter

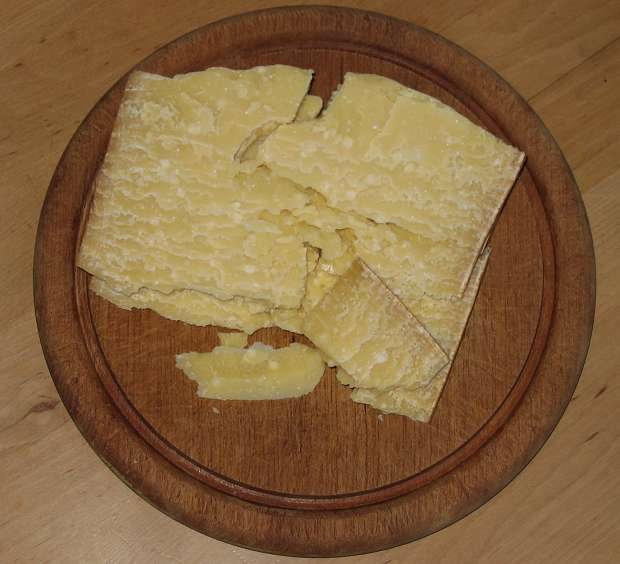
Sbrinz-Scheiben auf einem Schneidebrett

Sbrinz hat einen charakteristischen, würzig-intensiven Käsegeschmack. Seine Konsistenz ist aufgrund der langen Lagerdauer wachsartig-brüchig und etwas kristallin. Er lagert mindestens 18 Monate, bevor er in den Verkauf gelangt. Bevor er auf den Tisch kommt, sollte er mindestens zwei Jahre, besser noch drei Jahre alt sein. Noch ausgeprägter, kräftiger und würziger schmeckt fünf Jahre alter Sbrinz.
Sbrinz findet in verschiedenen Darreichungsformen Platz in der Küche: als Hobelrolle, als Möckli (Bröckchen) oder auch als Reibkäse. Sbrinz ist ein ausgezeichneter Reibkäse zu Nudelgerichten, besonders als Alternative zu Parmesan. Auch als Begleiter zu Brot und einem kräftigen, trockenen Weisswein ist er gut geeignet. Er wird traditionell nicht geschnitten, sondern gebrochen. Hierzu gibt es den sogenannten Sbrinz-Stecher.

## Namensbezeichnung
Der Name des Käses ist vermutlich romanischen Ursprungs und kann mit dem rumänischen Wort brânză und dem dalmatinischen brenza (einer Art Schafskäse) in Verbindung gebracht werden. Daneben gilt auch das Dorf Brienz als Namensgeber, das im Mittelalter der Hauptumschlagsplatz für Sbrinz war. Der frühere Name Spalenkäse bezieht sich auf die geküferten Holzfässer, in denen die Säumergesellschaften Käse über die Pässe transportierten.
Die Namen Sbrinz und Alp-Sbrinz sind geschützte Herkunftsbezeichnungen und tragen daher den Zusatz AOC. Zurzeit gehören der Sbrinz Käse GmbH 30 Produktionsbetriebe an. Im Jahr 2012 wurden 1940 Tonnen Sbrinz produziert, der Lagerbestand betrug etwas mehr als 3000 Tonnen. Im Jahr 2023 wurde die Vermarktung an die Emmi AG ausgelagert. Präsident ist seit 2017 Peter Hegglin.